# Ivar Key
Axel Ivar Key, född den 6 september 1840  i Edshults socken, Jönköpings län, död den 21 augusti 1927 i Norsholm, var en svensk militär. Han var kusin till Axel Key.
Key blev underlöjtnant vid Första livgrenadjärregementet 1858 och löjtnant där 1863. Han var frivillig på Danmarks sida i dansk-tyska kriget 1864 och deltog i slaget vid Dybbøl. Under tjänstgöring i italienska armén 1870–1872 sårades Key vid intagandet av Rom som utgjorde slutfasen av Italiens enande och innebar Kyrkostatens undergång. Han befordrades till kapten 1878, blev adjutant hos kungen 1882, major 1887, överstelöjtnant 1892 samt överste i armén och överadjutant hos kungen 1895. Key erhöll avsked från regementet med tillstånd att som överstelöjtnant kvarstå i regementets reserv sistnämnda år. År 1904 erhöll han avsked även från reserven. Key blev 1898 kommendör av andra klassen av Svärdsorden. Han var även kommendör av italienska Kronorden, och av portugisiska Obefläckade avlelsens orden, riddare av italienska Sankt Mauritius- och Lazarusorden, av danska Dannebrogorden och norska Sankt Olavs orden samt officer av portugisiska Torn- och svärdsorden.